# Den farlige alder
Den farlige Alder er en dansk stumfilm fra 1911 produceret af Nordisk Films Kompagni og instrueret af August Blom. 
Filmen er en filmatisering af den danske forfatterinde Karin Michaëlis roman af samme navn fra 1910 og berører temaet om modne kvinder og seksualitet. Karin Michaëlis bog var første del af en dobbeltroman, som vakte en del opmærksomhed og blev filmatiseret i både Danmark, Tyskland og USA. Bogen blev samme år oversat til tysk og solgte her 86.000 eksemplarer på kun 14 dage. Filmen er i genren den såkaldte "erotisk melodrama", og blev anset for særdeles dristig i samtiden, flere steder blev den kraftigt censureret eller fuldstændig forbudt. Denne film, som flere andre i genren, blev anset for specielt kontroversiel, da den brød med de traditionelle kønsroller; kvinder med udfarende seksuel drift, og mændene som ofte. Ifølge Marguerite Engberg var det netop denne type kvindekarakter, en karikatur af den, der ledte til den klassiske filmstereotype : filmvampyren – el. vamp.
Filmen havde dansk premiere den 7. april 1911 i Panoptikon og blev i engelsktalende lande distribueret som The Price of Beauty og i fransktalende lande som L'age dangéreux.

## Handling
Den 40 år gamle enkegrevinde Elsie von Lindtner (Gerda Christophersen) som er amourøst interesseret i sin datter Lisas (Clara Wieth) forlovede Leopold von Würzen (Valdemar Psilander). Under fejringen af de to unge menneskers forlovelse, forfører Elsie datterens mand, og datteren overrasker de to midt i et kys. Datteren rejser bort og Elsie og Leopold gifter sig. Men efter et par års ægteskab er de langt fra så lykkelige som de kunne ønske sig, hun har fortsat sit løsslupne udsvævende liv, mens han sidder derhjemme og har mørke tanker over sit liv. Elsie bliver inviteret til en fest hvor den italienske sanger Enrice Vallé (Aage Hertel) skal optræde. Samtidigt med festen har Leopold besluttet sig for at forlade Elsie og tage på en længere rejse. Han efterlader et afskedsbrev, og da Elsie senere læser det inviterer hun Enrice hjem og forfører ham, og sammen rejser de to til Paris, hvor hun igen fortsætte sit udsvævende liv med mange yngre mænd. Noget tid senere bliver Elsie syg, hun indlægges dødeligt syg på et sanatorium, og skriver efter datteren og manden (Leopold). Datteren kommer lige tids nok før moderen dør, mens manden kommer for sent. De to mødes da, men skilles igen. Hun ud for at møde verdenen, tilsyneladende lykkelig, han ud for at duellere med Enrice, for at have forbrudt sig på hans ære ved at have haft en affære med hans kone. Han bliver dødeligt såret og filmen afslutter med teksten: "Dødelig saaret af Modstanderens Kugle ender hansit forspildte Liv for den Kvindes skyld, der ødede Livet for ham.".

## Medvirkende
| Skuespiller             | Rolle                               |
| ----------------------- | ----------------------------------- |
| Gerda Christophersen    | enkegrevinde Elsie von Lindtner     |
| Clara Wieth             | Lisa, Elsies datter                 |
| Valdemar Psilander      | Leopold von Würzen, Lisas forlovede |
| Aage Hertel             | Enrice Vallé, den italienske sanger |
| Otto Lagoni             | den gamle greve                     |
| Frederik Jacobsen       | tjeneren Johan                      |
| Lauritz Olsen           | sportsmanden                        |
| Julie Henriksen         | stuepige hos enkegrevinden          |
| Svend Cathala           |                                     |
| Gudrun Bruun Stephensen |                                     |
| Franz Skondrup          |                                     |
| Axel Schultz            |                                     |
| Otto Detlefsen          |                                     |
| Lau Lauritzen Sr.       |                                     |
| Axel Boesen             |                                     |